# قرار مجلس الأمن التابع للأمم المتحدة رقم 1543
قرار مجلس الأمن التابع للأمم المتحدة رقم 1543، المتخذ بالإجماع في 14 أيار / مايو 2004، بعد إعادة التأكيد على قراراته السابقة بشأن تيمور الشرقية، ولا سيما القرارات 1410 (2002) و1473 (2003) و1480 (2003). مدد المجلس ولاية بعثة الأمم المتحدة لدعم تيمور الشرقية لمدة ستة أشهر، بهدف تمديدها لفترة نهائية أخرى مدتها ستة أشهر حتى 20 مايو 2005.

## القرار

### أعمال
ومُددت ولاية بعثة الأمم المتحدة لتقديم الدعم في تيمور الشرقية لمدة ستة أشهر بهدف تمديدها لستة أشهر أخرى وأخيرة حتى 20 أيار / مايو 2005. كما تم تقليص حجمها ليشمل 58 مستشارًا مدنيًا و157 مستشارًا للشرطة و42 ضابط ارتباط عسكري و310 جنود ووحدة استجابة دولية قوامها 125 فردًا. وفي الوقت نفسه، تم تنقيح مهامها لدعم الإدارة العامة، وإنفاذ القانون ونظام العدالة، وأمن واستقرار البلاد. وستتكون المهام من جزء لا يتجزأ من حقوق الإنسان في التدريب وبناء القدرات الذي تقوم به العملية.
وفي غضون ذلك، طُلب من الأمين العام تقديم تقرير عن التقدم المحرز على أرض الواقع، بما في ذلك حجم ومهام وتشكيل بعثة الأمم المتحدة لتقديم الدعم في تيمور الشرقية، ومهام وتشكيل عناصر الشرطة والعناصر العسكرية للبعثة. كان لابد من استكمال جميع التحقيقات التي أجرتها وحدة الجريمة بحلول نوفمبر 2004 وانهاء المحاكمات بحلول 20 مايو 2005. وأخيرا، تم حث المانحين على تقديم مساهمات لدعم التنمية الطويلة الأجل لتيمور الشرقية.

## روابط خارجية
- نص القرار في undocs.org